# Асоматос
Асо̀матос (на гръцки: Ασώματος) е село в Кипър, окръг Лимасол. Според статистическата служба на Република Кипър през 2001 г. селото има 335 жители.
Намира се на 7 km западно от Лимасол и в непосредствена близост до територията на британската военна база Акротири.